# Волинь-нова
«Воли́нь-но́ва» (раніше — «Вільна праця», «Радя́нська Воли́нь», «Воли́нь») — незалежна громадсько-політична газета. Засновниками газети є трудовий колектив і Волинська обласна рада. Виходить один раз на тиждень.
Заснована 27 вересня 1939 року під назвою «Вільна праця».[ангажоване джерело]
12 лютого 1944 року газета, вже під назвою «Радянська Волинь», відновила свій вихід, перерваний війною.
У різні роки в газеті працювали та були дописувачами відомі українські письменники, публіцисти Анатолій Дімаров, Вадим Симакович, Микола Олійник, Дмитро Цмокаленко, Михайло Білецький, Мирон Олександрович, Олександр Богачук, Святослав Крещук, Петро Мах,  Петро Кравчук, Петро Боярчук, член  Асоціації українських письменників — Володимир Лис, заслужені журналісти України — Катерина Зубчук, Володимир Калитенко, Анастасія Філатенко, Валентина Штинько.
У 1989 році газета виходила рекордним тиражем 240 000 примірників, найбільшим серед волинських газет.
Редакція газети знаходиться за адресою: 43025, Луцьк, проспект Волі, 13.

## Головні редактори
- Юхим Лазебник — публіцист, організатор і теоретик української журналістики. (1944 — 1953)
- Матьора П. — заступник редактора (1953 — 1954)
- Михайло Мусієнко (1954 — 1955)
- Мірошин О. (1955 — 1958)
- Яків Чернявський (1958 — 196.)
- Сподаренко Іван Васильович (196. — 1971)
- Полікарп Шафета — двадцять п'ять років очолював колектив газети (1971—1996).
- Степан Сачук — журналіст з майже 40-літнім досвідом (1996—2012).
- Олександр Згоранець (з 2012 р.).

[[Файл: |міні|150пкс| Меморіальна дошка С. Сачуку в м. Луцьку]]